# Abborforsviken
Abborforsviken (finska: Ahvenkoskenlahti) är en vik i Finland.   Den ligger i landskapet Nyland, i den södra delen av landet, 90 km öster om huvudstaden Helsingfors.